# Saccogaster parva
Saccogaster parva är en fiskart som beskrevs av Cohen och Nielsen 1972. Saccogaster parva ingår i släktet Saccogaster och familjen Bythitidae. Inga underarter finns listade i Catalogue of Life.